# (28968) Gongmiaoxin
(28968) Gongmiaoxin est un astéroïde de la ceinture principale.

## Description
(28968) Gongmiaoxin est un astéroïde de la ceinture principale. Il fut découvert le 29 avril 2001 à Socorro (Nouveau-Mexique) par le projet LINEAR. Il présente une orbite caractérisée par un demi-grand axe de 2,74 UA, une excentricité de 0,13 et une inclinaison de 2,2° par rapport à l'écliptique.

## Compléments